# Heartworms
Heartworms è il quinto album in studio del gruppo musicale statunitense The Shins, pubblicato nel 2017.

## Tracce
1. Name for You – 3:09
2. Painting a Hole – 4:44
3. Cherry Hearts – 3:33
4. Fantasy Island – 4:46
5. Mildenhall – 3:19
6. Rubber Ballz – 3:17
7. Half a Million – 3:23
8. Dead Alive – 3:34
9. Heartworms – 2:56
10. So Now What – 3:38
11. The Fear – 5:25